# 劇団どんがら座
劇団どんがら座（げきだんどんがらざ）は、永井豪の友人である海阪雄藤を代表として1976年（昭和51年）に設立された商業劇団で、元々はダイナミックプロダクション（代表：永井豪）のテレビ企画室が分離独立した会社を運営母体として設立した「ダイナミック企画」が発祥で、幼児・子供向けのぬいぐるみ人形劇団。現在の在籍劇団員数は約25名、年間平均約180ステージを公演し活動を継続しているぬいぐるみ人形(着ぐるみ)の商業劇団。現在の代表者は海坂尚子である。

## 概要
初上演作品は「どんがら三銃士の大冒険」（1976年/昭和51年）で、永井豪原作の「ドロロンえん魔くん」などの作品を独自にぬいぐるみ人形劇として舞台化した事でも有名。本社・スタジオ(稽古場)などは東京都豊島区長崎に在る。主な事業としては劇場、ホール、市民会館等で行うぬいぐるみ人形ミュージカル劇（着ぐるみ人形劇）の制作、実演、幼稚園や保育園への訪問公演、出張公演、ファミリーイベント、キャンペーン等での公演、ぬいぐるみ人形（着ぐるみ人形）の企画、製作、メンテナンス業などで、1980年代から2000年まで豊島園園内の『森のステージ』で定期的にぬいぐるみ人形劇の公演を行っていた。

## 主な演目
- 1976年 - どんがら三銃士の大冒険 （劇団初上演作品）
- 1977年 - ドンドン王子とジュリエット姫
- 1979年 - マッチ売りの少女／はだかの王様、ミュージカル金のおの銀のおの
- 1980年 - 白ばらちゃんと赤ばらちゃん／王様の耳はロバの耳
- 1981年 - 金のおの銀のおの／おやゆび姫、
- 1982年 - くるみ割り人形／赤ずきんちゃん
- 1983年 - ミュージカル 3匹の子ブタ
- 1984年 - ヘンゼルとグレーテル、かえるの王様、舌切りすずめ、かちかちやま、羊飼いと狼、都会のねずみと田舎のねずみ、ミュージカル 赤ずきんちゃん
- 1985年 - ミュージカル 赤ずきんちゃん、かえるの王様、ミュージカルヘンゼルとグレーテル、3匹の子ブタ、くるみ割り人形
- 1986年 - ミュージカル ジャックと豆の木、3匹の子ブタ／ヘンゼルとグレーテル、スペースファンタジーミュージカル「スターレンジャー」（原作：永井豪）
- 1987年 - 花さかじいさん、かえるの王様／ジャックと豆の木、浦島太郎、こぶとりじいさん
- 1988年 - 花さかじいさん＆浦島太郎、かちかちやま、舌切りすずめ、金太郎、ミュージカル オズの国は夢の国
- 1989年 - 牛若丸、一休さん、うりこひめ
- 1990年 - こぶとりじいさん／一休さん、わらしべ長者、サルカニ合戦
- 1991年 - サルカニ合戦／うしわかまる、天狗のかくれみの、ふるやのもり
- 1992年 - 天狗のかくれみの／金太郎、あまの岩戸、いなばの白うさぎ、パペット人形劇 赤ずきん
- 1993年 - 桃太郎、そんごくう
- 1994年 - 3匹の子ブタ、ドロロンえん魔くん（※原作：永井豪、初舞台化）
- 1995年 - ミュージカル 長靴をはいた猫、そんごくう
- 1996年 - ドロロンえん魔くん、ばけものつかい
- 1997年 - 恐竜の嫁入り、サルカメ合戦
- 1998年 - ミュージカルヘンゼルとグレーテル（サンスターファミリーミュージカル）
- 1999年 - ねずみのすもう、ミュージカル 長靴をはいた猫
- 2000年 - ミュージカル 長靴をはいた猫、うしわかまる
- 2001年 - サイボーグクロちゃん（※初舞台化）、バーバパパ「バーバモジャの虫メガネ」（※日本初舞台化）、アンパンマンミュージカル第1弾「命の水を救え！」（※日本初ミュージカル化）
- 2002年 - ミッフィーファミリーミュージカル「アリスおばさんのパーティー」
- 2003年 - それいけ！アンパンマンミュージカル命の水を救え！」、ヘンゼルとグレーテル／長靴をはいた猫、ミッフィーファミリーミュージカル「ミッフィーとどうぶつえん」、金のおの銀のおの、3匹のこぶた、ごろごろゴロニャン、赤ずきん
- 2004年 - サルカニ合戦、サンスターファミリーミュージカル、アンパンマンミュージカル第2弾「お菓子の国のおかしなパーティー」、赤ずきん、花咲かじいさん、3匹の子ぶた、うしわかまる、舌切りすずめ、金のおの銀のおの、はだかの王様、金太郎、ヘンゼルとグレーテル、オズの国は夢の国、マッチ売りの少女、ゴロニャンの冒険
- 2005年 - アンパンマンミュージカル「命の水を救え！」、アンパンマンミュージカル「お菓子の国のおかしなパーティー」、ゴロニャンの冒険「パワフルUFOがやってきた」、かちかちやま、そんごくう、ももたろう、さるかに合戦、長靴をはいた猫、ペポちゃんと三匹の子ぶた、赤ずきんちゃん、「ミッフィーのおたんじょうび」、牛若丸、ばけものつかい、ミュージカル ヘンゼルとグレーテル、金太郎、ミュージカル 長靴を履いた猫、
- 2006年 - がんばれゴロニャン「ダークマシンと森の発電所」、ヘンゼルとグレーテル（声優 古川登志夫と共演）、金のおの銀のおの、ミュージカル 3匹のこぶた、長靴をはいた猫、一休さん、オズの国は夢の国、アンパンマンミュージカル「命の水を救え！」、そんごくう
- 2007年 - くるみ割り人形（コラボレーション公演）、かちかち山、ヘンゼルとグレーテル、3匹のこぶた、恐竜の嫁入り、ばけものつかい、赤ずきん、金太郎、アンパンマンミュージカル「おかしの国のおかしなパーティー」、かちかちやま、ミュージカル ヘンゼルとグレーテル、オズの国は夢の国、「ミッフィーのせかいりょこう」、がんばれゴロニャン「さっぱり温泉で大さわぎ」
- 2008年 - 「ミッフィーのせかいりょこう」、がんばれゴロニャン「さっぱり温泉で大さわぎ」、アンパンマンミュージカル第3弾「勇気の花に歌おう！」、かちかちやま、ミュージカル ヘンゼルとグレーテル、くるみ割人形
- 2009年 - アンパンマンミュージカル「命の水を救え！」、はだかの王様、ヘンゼルとグレーテル、3匹のこぶた、はだかの王様、牛若丸
- 2010年 - ヘンゼルとグレーテル、さるかに合戦、はだかの王様、オズの国は夢の国、赤ずきんちゃん、金のおの銀のおの、ライオンとねずみ、一休さん、

など多数。

## 付随情報
- 劇団の全ての演目が過去・現在に於いても映像ソフト（VHS、DVDなど）、音声ソフト（レコード、カセットテープ、CDなど）でのソフト化が一切されていない。